# Rosa heckeliana
Rosa heckeliana — вид рослин з родини розових (Rosaceae); поширений на півдні Європи.

## Поширення
Поширений на півдні Європи — Італія, Албанія, Північна Македонія, Греція, Болгарія.